# スウィーニー・トッド (映画)
『スウィーニー・トッド』（原題：The Sweeney Todd）は、1997年のアメリカ映画。アルバトロス配給。アメリカではテレビ放映用に制作された。
イギリスの架空の連続殺人者スウィーニー・トッドを題材とした映画で、ティム・バートン版に先駆けて制作されている。ジョン・シュレシンジャーの監督、ベン・キングズレーの主演で映画化したもの。18世紀のロンドンを震撼させた猟奇人肉嗜食事件を描くショッキングドラマ。

## 内容
フリート街の殺人理髪師スウィーニー・トッドの闇に迫ったホラードラマ。

## スタッフ
- 監督：ジョン・シュレシンジャー
- 製作総指揮： ゲイリー・ダートノール、ロバート・ハルミ・Jr、ピーター・ショウ
- 製作：テッド・スワンソン
- 脚本：ピーター・バックマン
- 撮影：マーティン・フューラー
- 音楽：リチャード・ロドニー・ベネット

## キャスト
| 役名                 | 俳優                         | 日本語吹替   |
| -------------------- | ---------------------------- | ------------ |
| スウィーニー・トッド | ベン・キングズレー           | 納谷六朗     |
| ベン・カーライル     | キャンベル・スコット         | 大塚明夫     |
| ラヴェット夫人       | ジョアンナ・ラムレイ         | 秋元千賀子   |
| トム                 | デヴィッド・ウィルモット     | 小形満       |
| アリス               | セリナ・ボイヤック           | 中村千絵     |
| チャーリー           | ショーン・オフラナガン       | 中澤やよい   |
| ルーシー             | キャサリン・シュレシンジャー | 高森奈緒     |
| ラトリッジ少佐       | ジョン・カヴァナー           | 秋元羊介     |
| マクスウェル教授     | ピーター・ジェフリー         | 北村弘一     |
| マンハイム           | ピーター・ウッドソープ       | 岩田安生     |
| 番頭                 | ボスコ・ホーガン             | 神谷和夫     |
| 売春婦               | サンディー・ケネディー       | 那須文恵     |
| 売春婦               | ビー・ブラッドフォード       | 園田恵子     |
| 牧師                 |                              | 浜田賢二     |
| 修理屋               |                              | 樫井笙人     |
| 客                   |                              | 高瀬右光     |
| 男                   |                              | くわはら利晃 |